# Ceanothus leucodermis
Ceanothus leucodermis är en brakvedsväxtart som beskrevs av Edward Lee Greene. Ceanothus leucodermis ingår i släktet Ceanothus och familjen brakvedsväxter. Inga underarter finns listade i Catalogue of Life.